# Thermococcus gammatolerans

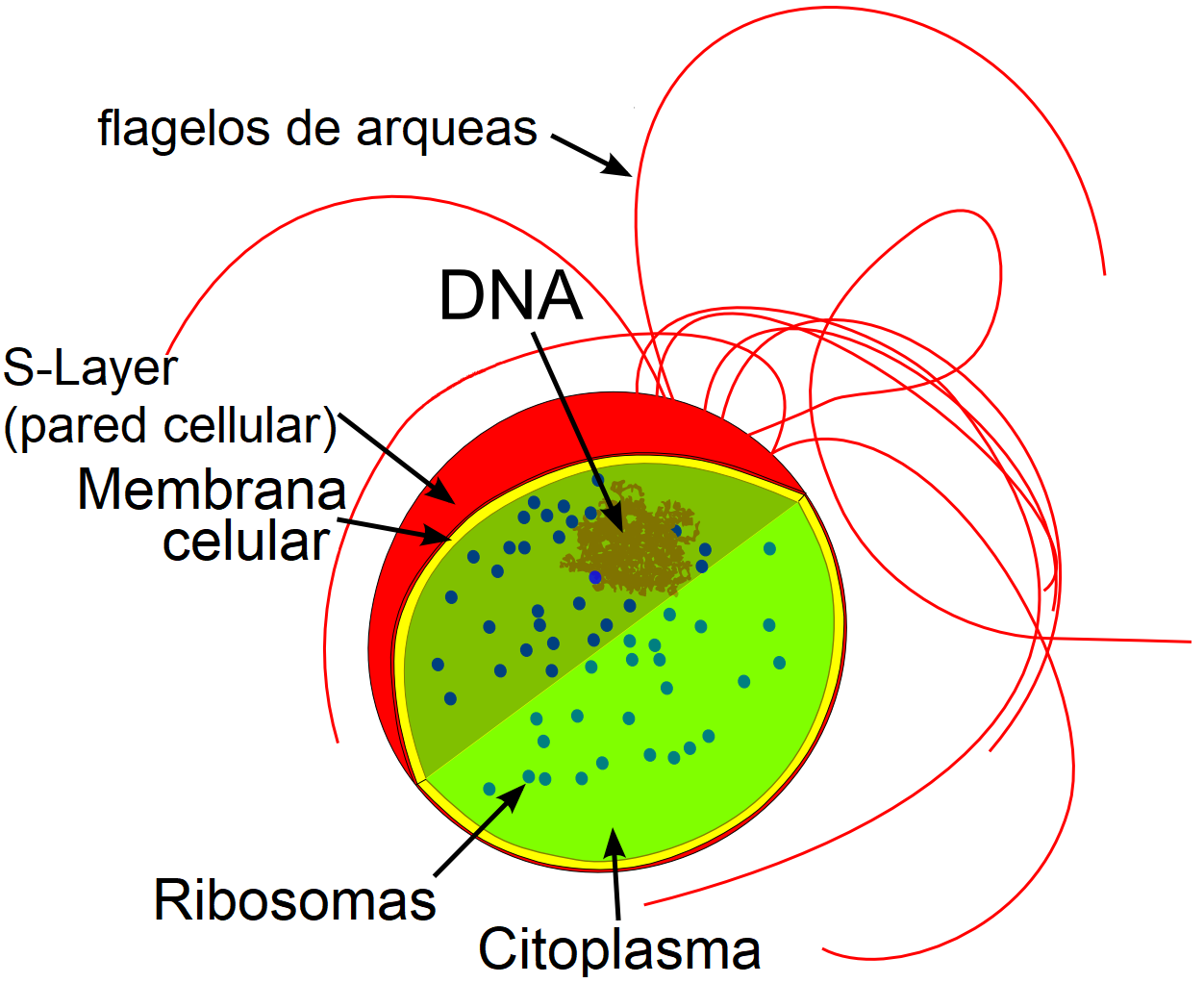
Diagrama esquemático de la célula de Thermococcus gammatolerans fotografiada arriba

Thermococcus gammatolerans es una arquea extremófila, y el organismo conocido más resistente a la radiación.
Descubierto recientemente en una chimenea hidrotermal submarina en la Cuenca de Guaymas a unos 2000 metros de profundidad frente a las costas de California. Thermococcus gammatolerans sp. nov se desarrolla en temperaturas comprendidas entre los 55-95 °C con un óptimo desarrollo a aproximadamente 88 °C. El pH óptimo de su medio de desarrollo es de 6, favoreciéndole la presencia de azufre (S), que es reducido a sulfuro de hidrógeno (H2S). Es el organismo con mayor resistencia a la radiación, soportando una irradiación de rayos gamma de 30 KGy.
Pertenece a la familia de los Thermococci que son un grupo de microorganismos del dominio Archaea y del filo Methanobacteriota. 
Los Thermococci viven en ambientes extremadamente calientes, como fuentes hidrotermales con una temperatura óptima de crecimiento superior a 80 °C. Thermococcus y Pyrococcus (literalmente "bola de fuego") son ambos quimiorganotrofos anaerobios obligados. Thermococcus prefiere 70-95 °C, mientras que para Pyrococcus es mejor el intervalo 70-100 °C. 
La resistencia a las radiaciones ionizantes de T. gammatolerans es enorme ya que mientras que una dosis de 10 Gy es suficiente para matar a un ser humano, y una dosis de 60 Gy es capaz de matar todas células en una colonia de E. coli, el Thermococcus gammatolerans sp. nov puede resistir una dosis instantánea de hasta 5000 Gy sin pérdida de viabilidad, y dosis de hasta 30000 Gy. 

## Historia
El Thermococcus gammatolerans sp. nov,  fue descubierto en 2003 en muestras obtenidas de una chimenea hidrotermal, recogidas en la Cuenca de Guaymas a unos 2616 metros de profundidad frente a las costas de Baja California. (27 grados 01' N, 111 grados 24' W).

## Mecanismos de resistencia a la radiación
A diferencia de otros organismos la supervivencia celular del T. gammatolerans no se ve modificada por las variaciones de las condiciones en su fase de crecimiento, pero la carencia de condiciones óptimas y nutrientes disminuye su radiorresistencia. 
El sistema de reparación cromosómica del ADN muestra que las células en fase estacionaria de crecimiento reconstituyen el ADN más rápidamente que las células en fase exponencial de crecimiento.
T. gammatolerans es capaz de reconstituir lentamente o rápidamente los cromosomas dañados sin pérdida de viabilidad.

## Aplicaciones
Se estudia su aplicación para el desarrollo de nuevos marcadores enzimáticos resistentes a las altas temperaturas, así como su aplicación en el estudio de la carcinogénesis y en el estudio del desarrollo de patologías mitocondriales.
Se ha especulado con la posibilidad de que los mecanismos de reparación del ADN del T. gammatolerans pudieran incorporarse en el genoma de especies superiores con el fin de mejorar la reparación del ADN y reducir el envejecimiento celular.